# Höstbodtjärnen
Höstbodtjärnen är en sjö i Bollnäs kommun i Hälsingland och ingår i Ljusnans huvudavrinningsområde. Sjön har en area på 0,11 kvadratkilometer och ligger 167,2 meter över havet. Sjön avvattnas av vattendraget Kilån (Flugån).

## Delavrinningsområde
Höstbodtjärnen ingår i det delavrinningsområde (679277-152226) som SMHI kallar för Utloppet av Höstbodtjärnen. Medelhöjden är 193 meter över havet och ytan är 1,11 kvadratkilometer. Räknas de 3 avrinningsområdena uppströms in blir den ackumulerade arean 27,62 kvadratkilometer. Kilån (Flugån) som avvattnar avrinningsområdet har biflödesordning 2, vilket innebär att vattnet flödar genom totalt 2 vattendrag innan det når havet efter 59 kilometer. Avrinningsområdet består mestadels av skog (88 procent). Avrinningsområdet har 0,11 kvadratkilometer vattenytor vilket ger det en sjöprocent på 9,5 procent.